# Dalécarlien
Le dalécarlien (dalmål en suédois) est un groupe de dialectes scandinaves parlé dans le comté de Dalécarlie (Dalarna) en Suède. Dans la partie la plus au nord du comté (les paroisses originellement norvégiennes de Särna et Idre), un dialecte caractéristique proche du norvégien est parlé. Ailleurs, les dialectes dalécarliens sont perçus comme un groupe de dialectes suédois.
Le dalécarlien ne doit pas être confondu avec l'elfdalien (parlé par environ 3 000 personnes dans la commune d'Älvdalen, en Suède, dans le comté de Dalécarlie), qui est aujourd'hui considéré par de nombreux linguistes comme une langue à part entière. De nombreuses règles grammaticales et phonologiques n'ont pas beaucoup changé depuis le vieux norrois. Il est possible qu'elle reçoive le statut officiel de langue minoritaire en Suède, ce qui lui assurerait de nombreuses protections et encouragerait son usage dans les écoles et parmi les écrivains et les artistes.

## Écriture
Une orthographe unifiée a été établie par le Conseil linguistique de Dalécarlie en 2005.
| a | ą | b | c | d | ð | e | ę | f | g | h | i | į | j | k | l | m | n | o | p | q | r | s | t | u | ų | v | w | x | y | y̨ | z | å | ą̊ | ä | ö |